# 太田廃寺跡

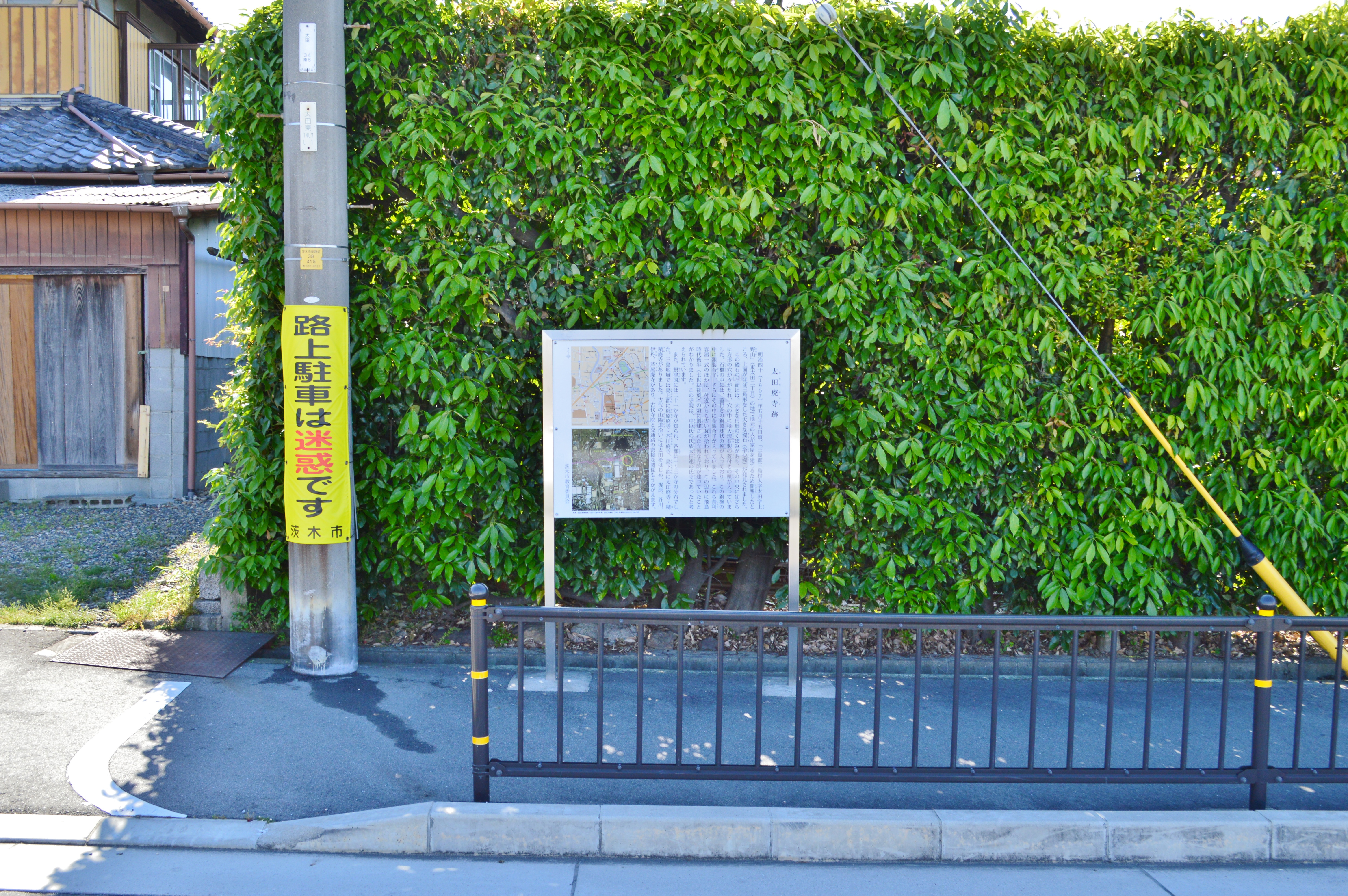
太田廃寺跡 説明板付近

太田廃寺跡（おおだはいじあと、三島廃寺跡）は、大阪府茨木市東太田にある古代寺院跡。史跡指定はされていない。塔心礎舎利容器は国の重要文化財に指定されている。

## 概要

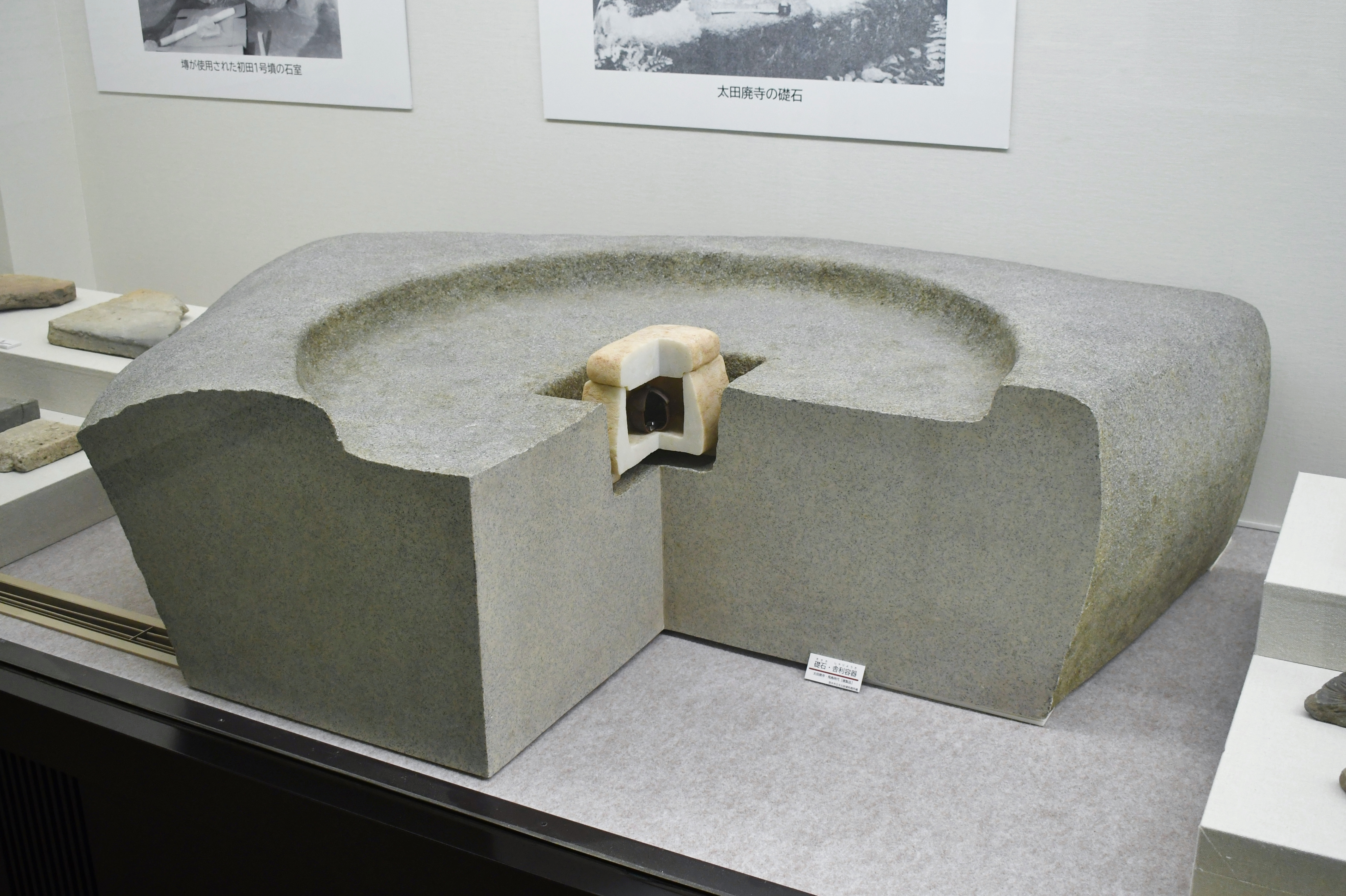
塔心礎・舎利容器（複製）茨木市立文化財資料館展示。

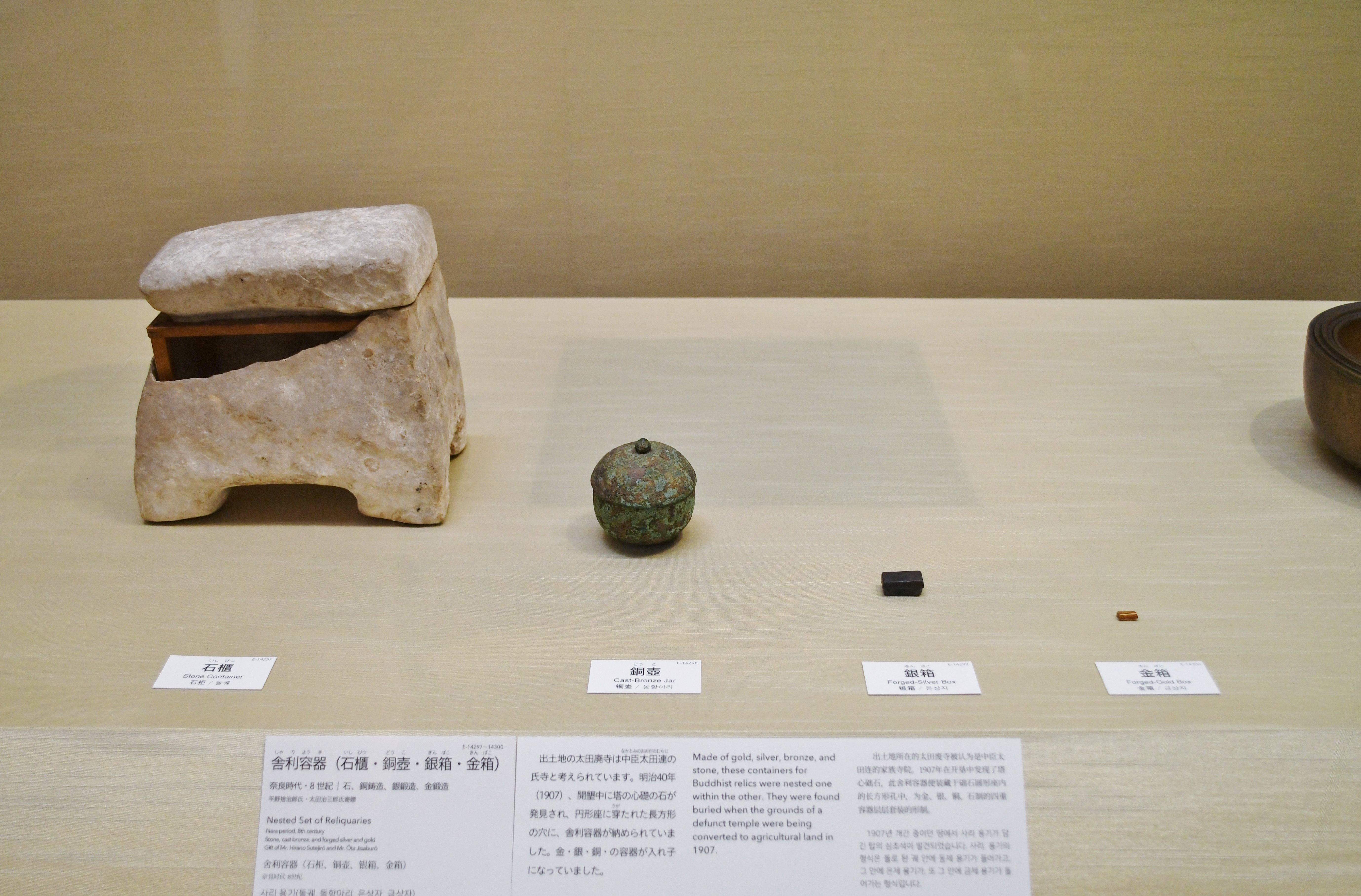
塔心礎 舎利容器（国の重要文化財）東京国立博物館展示。

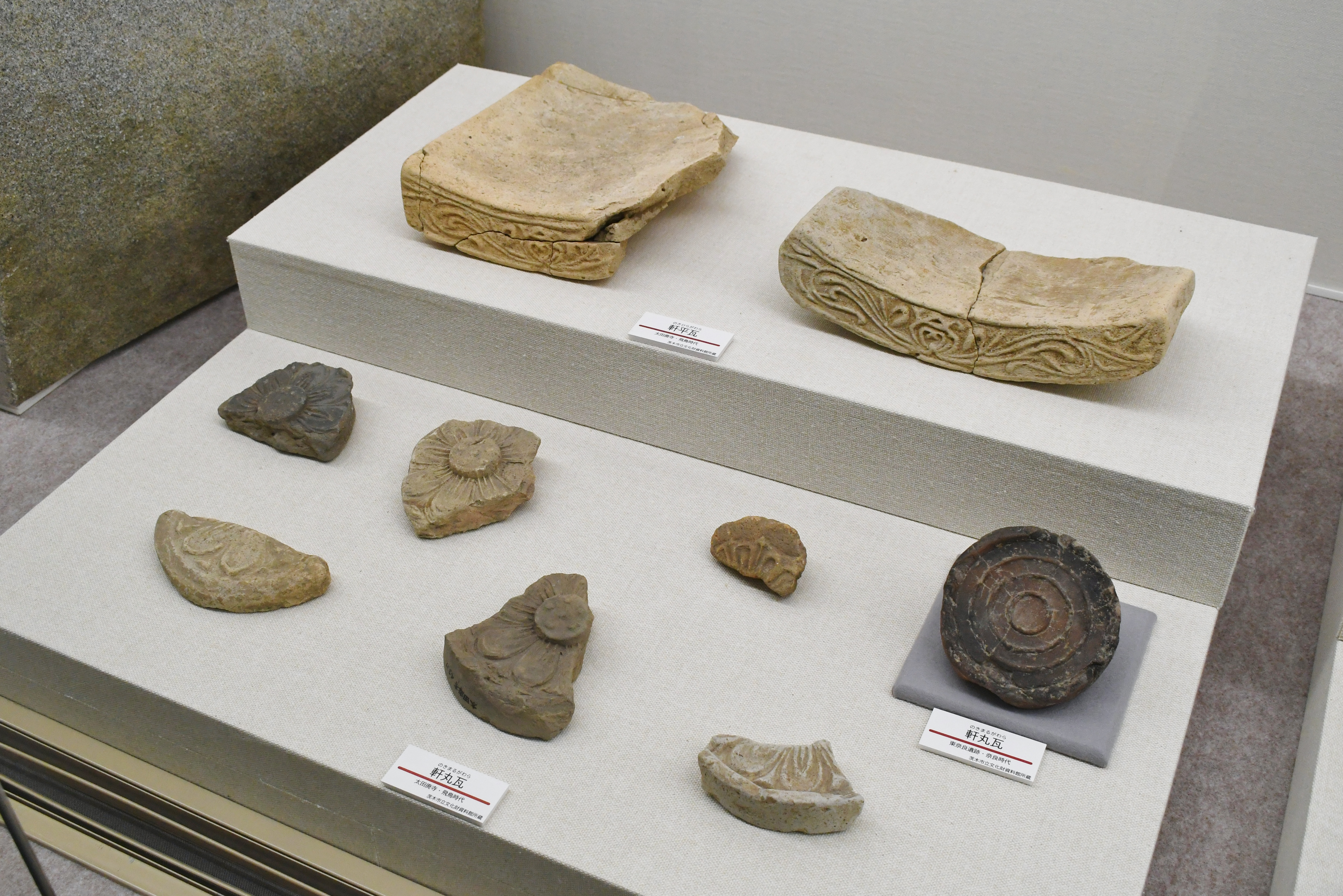
軒丸瓦・軒平瓦手前右端の1点は東奈良遺跡出土。茨木市立文化財資料館展示。

大阪府北部、安威川東岸の台地上に位置する。1907年（明治40年）に塔心礎が発見され舎利容器が出土しているほか、発掘調査は実施されていない。
伽藍配置は詳らかでないが、塔心礎が発見された地点のほか土壇状の高まりが2箇所あったといい、法隆寺式伽藍配置と想定される。塔心礎は三角形の大盤石であったといい、上面に円形の柱穴孔が、その中央に方形の舎利孔を穿ち、舎利容器が納置されていた。舎利容器は大理石製石櫃・銅鋺・銀製容器・金製容器が入れ子状になったものである。一帯では瓦が採集されており、そのうち創建期の軒丸瓦は単弁八弁蓮華文軒丸瓦・単弁十二弁蓮華文軒丸瓦（後者は河内寺廃寺跡（東大阪市）と同笵）、軒平瓦は三重弧文軒平瓦・忍冬唐草文軒平瓦であり、他に蓮華文棟端飾板がある。また奈良時代-平安時代前期の単弁十六弁蓮華文軒丸瓦も認められる。なお、寺域中枢部の様相は明らかでないが、南東の総持寺北遺跡の発掘調査では古代の建物群・瓦が認められることから、太田廃寺関連施設が存在した可能性が推定される。
創建期は白鳳-天平期の7世紀後葉-8世紀前葉頃と推定され、奈良時代を通しての存続が確実視される。所在地の地名から、『新撰姓氏録』摂津国神別に見える中臣大田連の氏寺とする説が挙げられている。
塔心礎舎利容器は1965年（昭和40年）に国の重要文化財に指定されている（指定名称は「摂津三島廃寺塔心礎納置舎利容器」）。

## 遺跡歴
- 1907年（明治40年）、開墾の際に塔心礎の発見、舎利容器の出土[1]。
- 1965年（昭和40年）5月29日、塔心礎舎利容器が国の重要文化財に指定（指定名称は「摂津三島廃寺塔心礎納置舎利容器」）[2]。
- 昭和40年代、宅地化の際に瓦多数の採集[1]。

## 文化財

### 重要文化財（国指定）
- 摂津三島廃寺塔心礎納置舎利容器（考古資料） - 内訳は以下。独立行政法人国立文化財機構所有、東京国立博物館保管。1965年（昭和40年）5月29日指定[2]。
  - 金内箱 1合
  - 銀外箱 1合
  - 銅盒子 1合
  - 石櫃 1合

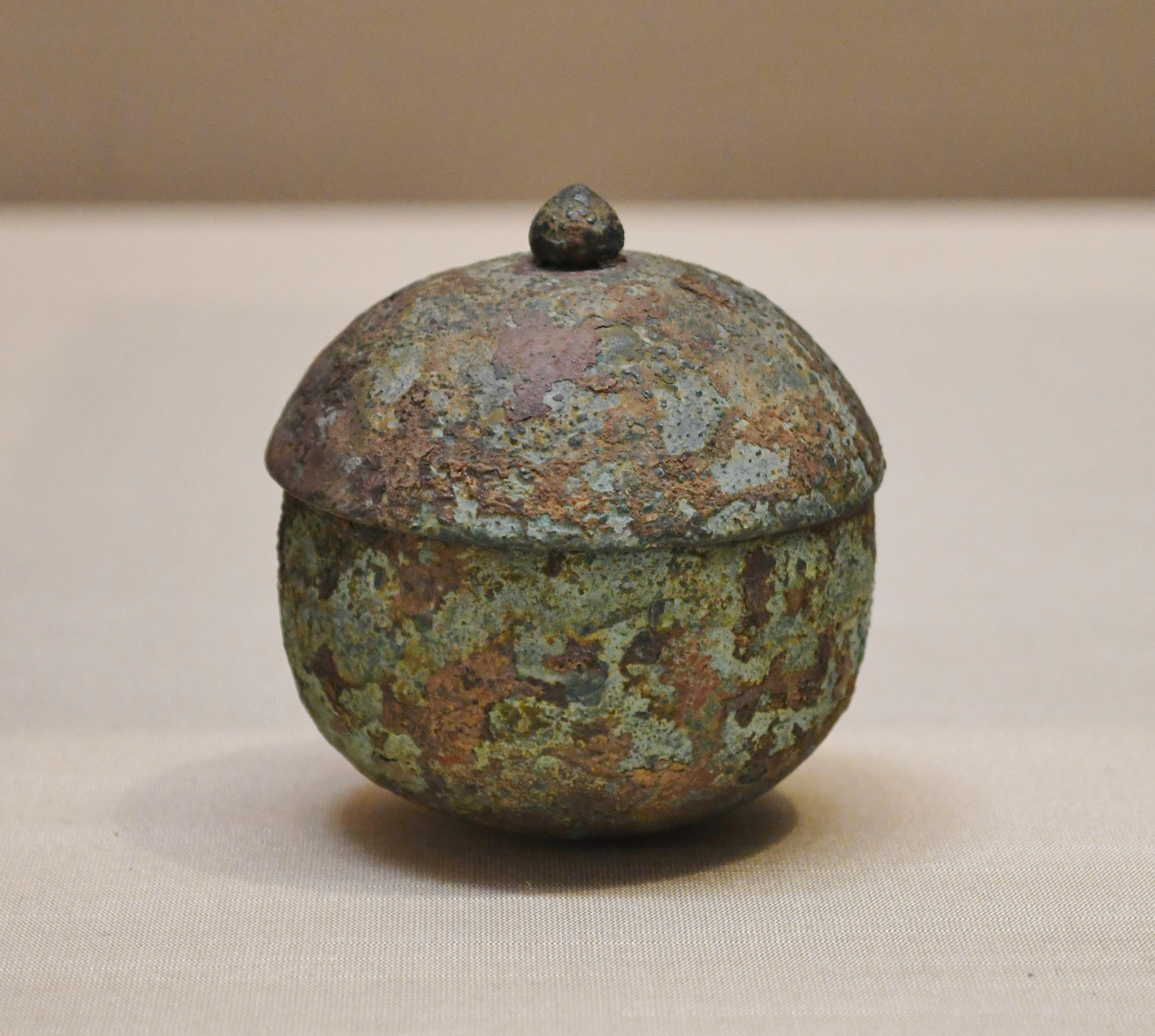
銅壺
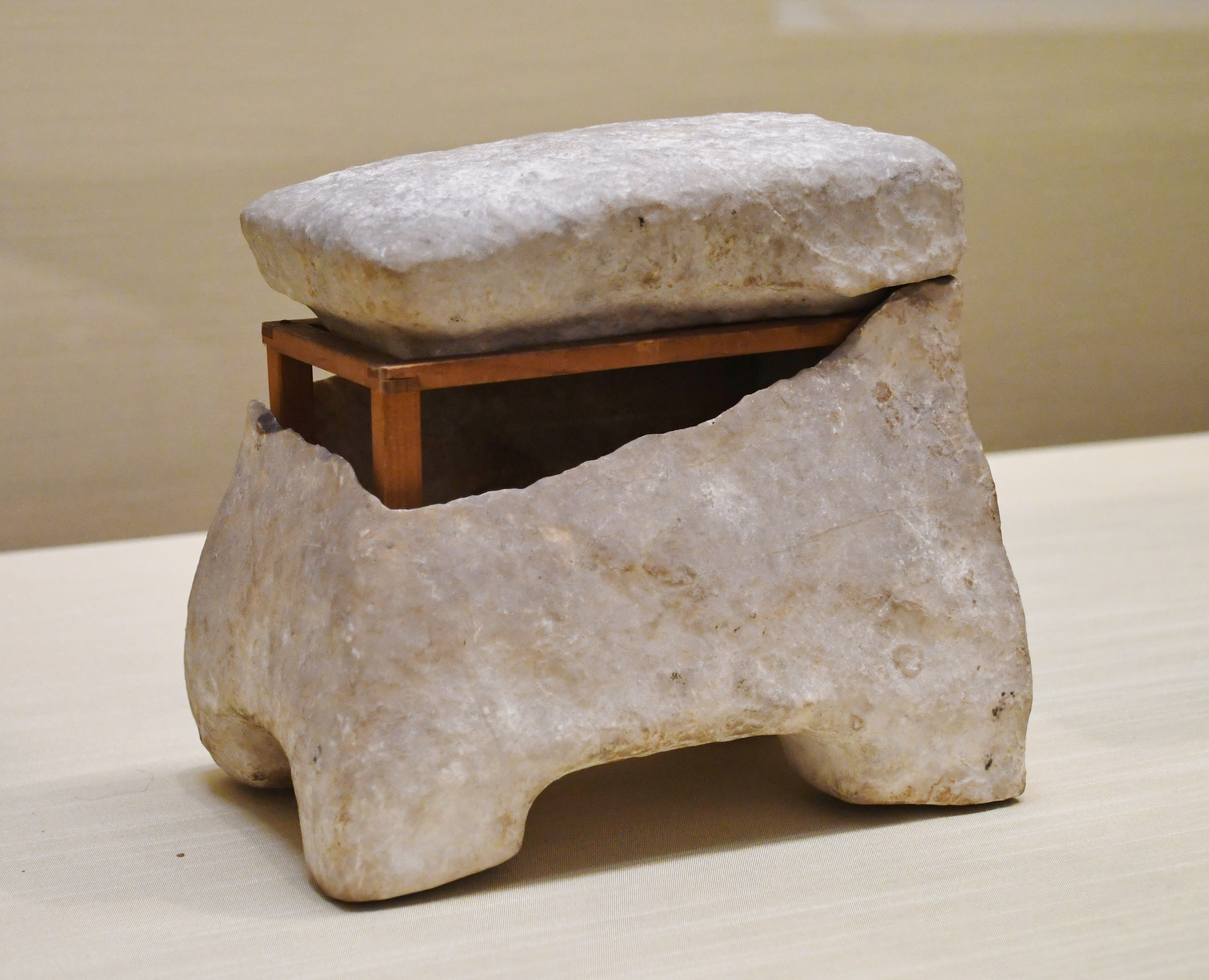
石櫃

## 関連施設
- 茨木市立文化財資料館（茨木市東奈良） - 太田廃寺跡の複製塔心礎・舎利容器および出土瓦を保管・展示。
- 東京国立博物館（東京都台東区） - 太田廃寺跡出土の塔心礎舎利容器を保管。

## 関連文献
（記事執筆に使用していない関連文献）
- 『茨木市史』茨木市、1969年。
- 網伸也「摂津の古墳と寺院」『季刊考古学』第60号、雄山閣、1997年。
- 『太田遺跡・太田廃寺跡 太田遺跡・太田城跡1』茨木市教育委員会・公益財団法人大阪府文化財センター〈茨木市文化財資料集第73集・公益財団法人大阪府文化財センター第302集〉、2020年。 - リンクは奈良文化財研究所「全国遺跡報告総覧」。
- 『太田遺跡・太田廃寺跡1』茨木市教育委員会・公益財団法人大阪府文化財センター〈茨木市文化財資料集第85集・公益財団法人大阪府文化財センター第328集〉、2024年。 - リンクは奈良文化財研究所「全国遺跡報告総覧」。